# 晾马台遗址
晾马台遗址，位于中国河北省保定市凉马台村，为保定市容城县的一个省级文物保护单位，类型为古遗址，公布时间为1982年7月23日。
晾马台遗址的历史年代为商、周。